# Јаворњики
Јаворњики (Javorníky) је планински венац, на граници Чешке и Словачке, који припада Западним Карпатима. Његов највиши врх је Велики Јаворњик (1 071 m нмв), који се налази у Словачкој, док је највиши врх чешког дела Мали Јаворњик (1 019 m нмв). На планини се налазе две заштићене области, Бескиди у Чешкој и Кисућа у Словачкој.
Масив Јаворњики се протеже у дужини од око 30 km, од тзв. Белих Карпата на југу, до Бескида на северу. У јужном делу планине, превој Папајско седло одваја усамљени врх Макиту (923 m нмв) од главног венца планине. Његов геолошки састав чине флиш и пешчари.
Његову фауну карактеришу животињске заједнице планинске зоне, у којој живе велике грабљивице (мрки медвед, рис и дивља мачка) и велики број малих сисара.
На планини избија већи број водотокова, који се на чешкој страни уливају у Бечву, док се са словачке стране сливају у Кисућу и Вах.
Просечне зимске температуре се крећу између -2 °C и -5 °C, док се оне током лета крећу између 16 °C и 18 °C.Снежни покривач се годишње задржава између 60 и 100 дана, док лето траје од 30 до 50 дана.

## Врхови изнад 1.000 m
1. Велики Јаворњик (1 071,5 m нмв)
2. Хричовец (1 059,8 m нмв)
3. Чемерка (1 052,3 m нмв)
4. Стратенец (1 055 m нмв)
5. Ухорска (1 029 m нмв)
6. Бурков врх (1 032 m нмв)
7. Мали Јаворњик (1 019,2 m нмв)
8. Солиско (1 012,4 m нмв)
9. Уштригел (1 008,6 m нмв)